# شیطان و دوشیزه پریم
شیطان و دوشیزه پریم (به پرتغالی: O Demônio e a Srta. Prym، به انگلیسی: The Devil and Miss Prym) رمانی از پائولو کوئلیو. داستان
از جایی شروع می‌شود که:
یک غریبه به روستای دور افتاده ویسکوز می‌رسد، همراهش کوله پشتی حاوی یک دفتر ضخیم و یازده شمش طلا می‌باشد. او به دنبال پاسخ به یک سؤال است که او را عذاب می‌دهد: آیا انسانها، در اصل، خوب یا بد هستند؟ در خوشامدگویی به خارج از کشور مرموز، کل روستا به عنوان مفسر طرح پیچیده خود، که برای همیشه زندگی خود را نشان می‌دهد، می‌شود.
در دنیا دو مقوله «خیر» و «شر» وجود دارند که همیشه در تضاد هم قرار دارند. در این کتاب، به همین دو مقوله پرداخته شده که یک‌سوی آن خدای یگانه و سوی دیگر شیطان؛ قرار دارند.
این کتاب سومین و آخرین کتاب از سه گانهٔ پائولو کوئلیو است. در هر کدام از این کتاب‌ها به یک هفته زندگی انسان‌هایی معمولی پرداخته می‌شود، که هر کدام، به یک باره خود را پیش
روی عشق، مرگ، یا قدرت میابند.